# Бакман, Никлас
Ни́клас Алекса́ндер Ба́кман (швед. Niklas Alexander Backman, 13 ноября 1988, Вестерос) — шведский футболист, защитник клуба «Орхус» и национальной сборной Швеции.

## Карьера

### Клубная
Футболом начинал заниматься в команде «Шильебу» из своего родного города Вестероса, в котором долгое время играл только за молодёжный состав. В начале 2008 года подписал контракт с клубом «Весбю Юнайтед», представляющим Суперэттан. В его составе впервые появился на поле в матче первого тура чемпионата с «Мьельбю». В первом же сезоне Никлас сыграл во всех тридцати матчах без замен, чем помог команде занять девятое место в турнирной таблице. На следующий год он также являлся игроком основного состава. 24 июля 2009 года стокгольмский АИК выкупил часть прав на Бакмана, однако он продолжал выступать до конца сезона за «Весбю».
12 января 2010 года АИК полностью выкупил все права на защитника и подписал с ним трёхлетний контракт. К команде присоединился на сборе в Сингапуре, где провёл несколько товарищеских матчей. 6 марта 2010 года в матче за Суперкубок Швеции АИК благодаря голу Антонио Флавио победил «Гётеборг». В этой игре Бакман находился в заявке, но на поле так и не появился. Его дебют состоялся двумя неделями позднее в матче второго тура чемпионата Швеции с командой «Броммапойкарна», в которой он на 86-й минуте вышел вместо Бояна Джорджича. По итогам сезона АИК занял невысокое 11-е место, а Никлас принял участие в 24 встречах. С началом 2011 года он получил твёрдое место в основном составе. 31 августа продлил контракт с клубом до конца 2014 года.

### В сборных
Выступал за молодёжную сборную Швеции, за которую дебютировал 31 марта 2009 года со сверстниками из Бельгии и провёл в сумме пять игр. В январе 2011 года главный тренер национальной сборной Эрик Хамрен вызвал его в сборную на зимнее турне по Африке. 19 января Никлас дебютировал в составе сборной Швеции в товарищеской игре с Ботсваной, состоявшейся в Кейптауне. Через три дня в матче с Южной Африкой он вышел на поле вместо Микаэля Альмебека.

## Достижения
- Обладатель Суперкубка Швеции: 2010

## Матчи за сборную
| # | Дата           | Место                     | Соперник | Результат | Турнир            |
| - | -------------- | ------------------------- | -------- | --------- | ----------------- |
| 1 | 19 января 2011 | «Кейптаун», Кейптаун, ЮАР | Ботсвана | 2:1       | Товарищеский матч |
| 2 | 22 января 2011 | «Мбомбела», Мбомбела, ЮАР | ЮАР      | 1:1       | Товарищеский матч |
| 3 | 18 января 2012 | «Аль-Гарафа», Доха, Катар | Бахрейн  | 2:0       | Товарищеский матч |